# لی بارنز
لی بارنز (انگلیسی: Lee Barnes; ۱۶ ژوئیهٔ ۱۹۰۶ – ۲۸ دسامبر ۱۹۷۰) ورزشکار پرش با نیزه اهل ایالات متحده آمریکا بود.